# Cisompet (plaats)
Cisompet is een bestuurslaag in het regentschap Garut van de provincie West-Java, Indonesië. Cisompet telt 4193 inwoners (volkstelling 2010).